# معهد نيويورك للتكنولوجيا
معهد نيويورك للتكنولوجيا، هي جامعة بحثية خاصة تأسست عام 1955. تمتلك حرمين جامعيين رئيسيين في نيويورك - أحدهما في أولد ويستبيري، في لونغ آيلاند والآخر في الجانب الغربي العلوي في مانهاتن. بالإضافة إلى ذلك، لديها مختبر أبحاث الأمن السيبراني، ومختبر العلوم الحيوية والهندسة الحيوية، و10000 غرفة نظيفة من الدرجة الأولى لهندسة النانو في مقاطعة ناسو، ومركز ريادة الأعمال والابتكار التكنولوجي الذي له روابط وثيقة بوكالة ناسا في أولد ويستبري، بالإضافة إلى فروع جامعية في أركنساس والصين وكندا. عينت وزارة الدفاع الأمريكية ووزارة الأمن الداخلي الأمريكية جامعة نيويورك للتكنولوجيا كمركز وطني للتميز الأكاديمي في تعليم الدفاع السيبراني.